# Наґасу

32°55′47″ пн. ш. 130°27′10″ сх. д. / 32.92972° пн. ш. 130.45278° сх. д.
Наґасу (яп. 長洲町) — містечко в Японії, в повіті Тамана префектури Кумамото.